# Fantazoo
Fantazoo (titolo originale in giapponese: Geragera Boes monogatari (げらげらブース物語?, Geragera Būsu monogatari); in olandese: Boes) è una serie televisiva a cartoni animati realizzata da Studio Telescreen Japan, Teleimage e Meander Studio. Si tratta di una co-produzione nippo-olandese basata su una serie olandese di fumetti a strisce, ancora oggi pubblicata da diversi quotidiani e settimanali dei Paesi Bassi, intitolata Ox Tales (traducibile letteralmente dall'inglese come I racconti del bue) e creata da Wil Raymakers e Thijs Wilms.

## Trama
Le storie di Fantazoo ruotano attorno alle buffe, esilaranti e surreali vicende quotidiane di Alvaro, un bue gestore della sua fattoria in un mondo naturale e incontaminato affollato da animali di ogni specie, che spesso Alvaro chiama "Amici della foresta".
Alvaro veste una tuta rossa e degli zoccoli di legno tradizionali olandesi, ed è affiancato dalla sua migliore amica, la tartaruga Camilla.

## Personaggi

### Personaggi principali
- Alvaro il bue (nome originale: Boes; doppiato da Piero Tiberi)
È un allevatore di campagna, e tiene nella sua piccola proprietà un pollaio e un recinto di maiali. Oltre a questi si aggiunge anche il suo orto e la cuccia del suo cane, Toby. Sembra avere l'attitudine a compiere qualsiasi lavoro manuale, anche se finisce per combinare solo guai. Cerca spesso di dare dimostrazione della propria capacità fisica, magari entrando in competizioni di forza con gli altri animali come il gorilla Rambo. Cerca sempre di sperimentare nuove esperienze come vivere sott'acqua, pescare, mettere su un circo, improvvisarsi tuttofare. Spesso gli vengono manie da cui è ossessionato come cercare funghi, raccogliere mele o pescare ma tutte le sue avventure finiscono per causare dei danni. Vittima più frequente delle sue trovate è il maiale Bidon. È solito rivolgersi alla sua amica Camilla con l'appellativo di Gnappetta. Nel doppiaggio italiano parla con un accento romanesco.

- Camilla la tartaruga (nome originale: Dolly; doppiata da Graziella Polesinanti)
È una tartaruga femmina, mentre nell'edizione inglese è un maschio e si chiama Jack Turtleson. Vive con Alvaro nella "Bicocca", il nome con cui il bue chiama la propria capanna; tuttavia lei stessa definisce la sua vera casa il proprio guscio, che Alvaro soprannomina la sua "Coccia". Solo Alvaro e lei sono in grado di parlare in modo continuo, mentre gli altri animali emettono poche parole o solo versi. Ha la mania di cucinare uova in ogni modo, cosa che infastidisce Alvaro. È un'abile tiratrice con la fionda. Non è l'unica tartaruga del fantazoo; in un episodio si vede un piccolo cucciolo di tartaruga, e in un altro Camilla rompe il proprio guscio cadendo dall'alto su un'altra tartaruga adulta. Nel doppiaggio italiano parla con un accento fiorentino.

- Toby il cane
È il cane di Alvaro. Pur non essendo un personaggio principale compare in quasi tutti gli episodi.

### Personaggi secondari
- Gertrude lo struzzo
- Ele l'elefante
- Rambo e Rambina i gorilla
- Modigliani la giraffa
- Righello la zebra
- Rino e Rina i rinoceronti
- Scavabuchi, le talpe
- Bidon il maiale
- Re Din Don il leone affetto da calvizie
- Borsello il coccodrillo
- Vecchio Fiume l'alligatore
- Molly e Mary le mucche
- Mozzafiato la moffetta
- Pink la scrofa
- Potamo l'ippopotamo
- Porte-enfant la cicogna
- Dinamite il ronzino
- Mr. Cucù il cuculo
- Mr. Crack il rospo
- Gorgonzola il topo
- Red Wolf la volpe
- Cicciospillo l'istrice
- Junior l'orso
- Corona l'aquila reale
- Tigre il gatto
- Saltapicchio e Tuttorecchi i conigli
- Chicchiricci il gallo
- Cocca la gallina

- Mary il bassotto
- Professor Trick e Baffone i trichechi
- Bull il molosso
- Gargarozzone il pellicano
- Picchiotto e Picchiabosco i picchi
- Gomitolo la pecora
- Dentino pesante e Dente schiacciato i castori
- Ribecca il cardellino
- Technicolor il pavone
- Settezampe il polpo
- Ruba Ruba la cornacchia
- Baby Pois il leopardo
- Tutto Gas il ghepardo
- Quattropassi il cervo
- Chico lo scimpanzé
- Sig. Frac il pinguino
- Pesopiuma la cinciallegra
- Strush il boa
- Palliduccio il cavallo bianco
- Signora Cangurì il canguro femmina
- Lupo Solitario il lupo
- Doppiagobba il cammello
- Tuttorecchi l'asino
- Ottozampe il ragno
- Prof. Quattrocchi la poiana
- Squacquera la papera

## Trasmissione
La serie fu trasmessa inizialmente dall'emittente giapponese TV Tokyo dal 7 aprile 1987 al 29 marzo 1988 ed è composta da 52 episodi, ciascuno di essi composto da due segmenti di 12 minuti ciascuno. In seguito Fantazoo è stato doppiato e mandato in onda in numerosi Paesi del mondo; in Italia fu lanciato per la prima volta da Odeon TV nel marzo 1989, e successivamente da diverse reti televisive locali (anche attraverso l'ex syndication Junior Tv).

## Episodi
| Nº | Titolo italiano Giapponese 「Kanji」 - Rōmaji | In onda           | In onda |
| Nº | Titolo italiano Giapponese 「Kanji」 - Rōmaji | Giapponese        |         |
| 1  | Ciao Alvaro 「ブースげらって登場」 - Būsu-ge-ra tte tōjōLa fattoria di Alvaro 「ブース牧場大騒動」 - Būsu bokujō ōsōdō                             | 7 aprile 1987     |         |
| 2  | Pronto soccorso Alvaro 「小さな親切大きな迷惑」 - Chīsana shinsetsu ōkina meiwakuLavoro ai campi 「汗だくもぐらたたき」 - Asedaku mo guratataki    | 14 aprile 1987    |         |
| 3  | La polipo mongolfiera 「ナマダコ宇宙大遊泳」 - Namadako uchū dai yūeiLa famiglia Bidon 「メッタ食いグルメぶた」 - Metta-gui gurume buta            | 21 aprile 1987    |         |
| 4  | Mamma Pink scappa di casa 「母ぶた元気で家出する」 - Haha buta genkide iede suruNiente pesca 「大物釣りでブースった」 - Ōmono-dzuri de būsu tta    | 28 aprile 1987    |         |
| 5  | Scavando un pozzo 「ドカン穴ほり地球ほり」 - Dokan ana hori chikyū horiCostruire i nidi 「愛の巣ギンギラギン！」 - Ai no su gingiragin!            | 9 maggio 1987     |         |
| 6  | Rino innamorato 「愛ラブ恋のツノみがき」 - Ai rabu koi no tsuno-migakiToby il guardiano 「おとぼけガードマン」 - O toboke gādoman                  | 12 maggio 1987    |         |
| 7  | La neve 「スッテン雪山大スキー」 - Sutten yukiyama dai sukīLa corsa dei cavalli 「ジャジャうま珍レース」 - Jaja uma chin rēsu                      | 19 maggio 1987    |         |
| 8  | La mucca Molly 「オッパイ泥棒はだれだ」 - Oppai dorobō wa daredaIl picchio 「コツコツ穴あけ特訓」 - Kotsukotsu anaake tokkun                       | 26 maggio 1987    |         |
| 9  | Il tiro con l'arco 「大草原のはねっかえり」 - Ōkusabara no wa nekkaeriLa piccola elefantessa 「いたずらゴリンピック」 - Itazura gorinpikku         | 2 giugno 1987     |         |
| 10 | Il piccolo canguro 「狙いはプッツン弓名人」 - Nerai wa puttsun yumi meijinRambo 「まいご子象にまいった」 - Maigo-ko zō ni maitta                   | 9 giugno 1987     |         |
| 11 | E' difficile essere re 「ぐーたライオン奮戦記」 - Gu ̄ta raion funsen-kiLa semina 「雨ハレのちブタ大洪水」 - Ame hare nochi buta dai kōzui          | 16 giugno 1987    |         |
| 12 | Braccio di ferro 「うで相撲はコリゴリラ」 - U de sumō wa korigoriraToby contro Tigre 「チーズひときれ命がけ」 - Chīzu hito kire inochigake         | 23 giugno 1987    |         |
| 13 | Il canto del gallo 「コケコッコもうけっこ」 - Kokekokko mō kekkoSaltellando per il mondo 「ボンボンうさぎ放浪記」 - Bonbon usagi hōrō-ki           | 30 giugno 1987    |         |
| 14 | Il picnic 「はらペコピクニック」 - Wa ra pekopikunikkuIl mio guscio 「甲らスッポンハダかめ」 - Kō-ra supponhada kame                               | 7 luglio 1987     |         |
| 15 | Le api 「ハチ蜜トロリ針チクリ」 - Hachimitsu Torori hari chikuriUna casa affollata 「鳥の巣満タン大さわぎ」 - Tori no su mantan dai sawagi         | 14 luglio 1987    |         |
| 16 | Uova uova uova 「ママはタマゲッタ」 - Mama wa tamagettaPescare o essere pescati 「とんでけ迷ゴルフ」 - To nde ke 迷 Gorufu                         | 21 luglio 1987    |         |
| 17 | Le prove di una madre adottiva 「恋のホットドッグ」 - Koi no hottodogguAttento alla pallina 「釣ってつられて」 - Tsutte tsura rete                 | 28 luglio 1987    |         |
| 18 | Le galline 「たまごマゴマゴ」 - Tama go magomagoAlvaro suonatore di flauto 「おじゃま笛吹き」 - Ojama fuefuki                                      | 4 agosto 1987     |         |
| 19 | Gli zoccoli 「おもしろドタ木靴」 - Omoshiro Dota kigutsuPorte enfant 「特急子育て宅配便」 - Tokkyū kosodate takuhaibin                             | 11 agosto 1987    |         |
| 20 | Alvaro tosa le pecore 「ヒツジ大メイワク」 - Hitsuji dai meiwakuLa mia casa 「飛んだマイホーム」 - Tonda maihōmu                                   | 18 agosto 1987    |         |
| 21 | Il piccolo elefante perduto 「ツッツキタヌ泥棒」 - Tsuttsukitanu dorobōI maiali dopo la pioggia 「ワンニャン大戦争」 - Wan'nyan dai sensō          | 25 agosto 1987    |         |
| 22 | La puzzola 「ピープおなら一発」 - Pīpu onara ippatsuBuon compleanno Alvaro 「とんだブースディ」 - Tonda būsudi                                     | 1º settembre 1987 |         |
| 23 | Avventura nel deserto 「すっころりバナナ」 - Sukkorori bananaI castori 「ちょろまかカラス」 - Choro ma ka karasu                                   | 8 settembre 1987  |         |
| 24 | Rambo innamorato 「ラブラブ愛ゴリラ」 - Raburabu ai goriraCorri Baby Pois 「かけっ子ラリー」 - Kake-kko rarī                                       | 15 settembre 1987 |         |
| 25 | Banane 「ギラギラ砂漠探検」 - Giragira sabaku tankenLa cornacchia Ruba Ruba 「ガリリ歯っする」 - Gariri hassuru                                    | 22 settembre 1987 |         |
| 26 | Chiudi la bocca coccodrillo 「パックリパッカン」 - PakkuripakkanAlvaro vuole volare 「とんだぞブース号」 - To nda zo būsu-gō                       | 29 settembre 1987 |         |
| 27 | L'isola Balena 「クジラ島大探検」 - Kujira tōdai tankenIl fiore din don dan 「花ハナカーニバル」 - Hana hanakānibaru                               | 6 ottobre 1987    |         |
| 28 | Alvaro pugile 「パンチでファイト」 - Panchi de faitoCamilla ha sonno 「スヤスヤ子守うた」 - Suyasuya komori uta                                    | 13 ottobre 1987   |         |
| 29 | Il piccolo cinghiale 「ウーリーのママパパ」 - Ūrī no mama papaLa scimmietta dispettosa 「キンキララかがみ」 - Kinkirara kagami                     | 20 ottobre 1987   |         |
| 30 | Alvaro grande artista 「楽しいペンキぬり」 - Tanoshī penki nuriAvventura al Polo Sud 「南極はコオリゴリ」 - Nankyoku wa koorigori                  | 27 ottobre 1987   |         |
| 31 | Il guardiano della foresta 「森モリガードマン」 - Mori morigādomanAlvaro falegname 「ハリキリ大工さん」 - Harikiri takusan                         | 3 novembre 1987   |         |
| 32 | Alvaro dentista 「歯チャメチャ医者」 - Ha chamecha ishaAvventura in montagna 「テクテク山のぼり」 - Tekuteku yama nobori                           | 10 novembre 1987  |         |
| 33 | L'orchestra di Alvaro e Camilla 「ブースタット楽団」 - Būsutatto gakudanAlvaro scultore 「大芸術家ブース」 - Dai geijutsuka būsu                   | 17 novembre 1987  |         |
| 34 | Le buone azioni 「ブースの親切騒動」 - Būsu no shinsetsu sōdōIl ruba flauto 「ズッコケ迷探偵」 - Zukkoke 迷 Tantei                                 | 24 novembre 1987  |         |
| 35 | Dimagrire 「挑戦エアロピング」 - Chōsen earopingu@-ko zō maitta zōL'elefantino Terremoto 「子象まいったゾー」                                      | 1º dicembre 1987  |         |
| 36 | La teoria di Alvaro sull'evoluzione 「メタメタ珍化論」 - Metameta chinka-ronSpeciale concorso artistico 「ブース牧場運動会」 - Būsu bokujō undōkai | 8 dicembre 1987   |         |
| 37 | Alvaro lo sportivo 「とんだきのこ狩り」 - Tonda kinokokariVai a dormire 「ズッコケ救助作戦」 - Zukkoke kyūjo sakusen                               | 15 dicembre 1987  |         |
| 38 | Il salvataggio 「冬眠まであとなんぼ」 - Tōmin made ato nanboLa bicicletta 「右だ左だまわりみち」 - Migida hidarida mawari-michi                    | 22 dicembre 1987  |         |
| 39 | Il guardiano della foresta 「トンネル大作戦」 - Ton'neru dai sakusenAndiamo via 「走れちびのブース」 - Hashire chibi no būsu                       | 29 dicembre 1987  |         |
| 40 | A spasso per la foresta 「げらちんスポーツ」 - Ge-ra-chin supōtsuAlvaro affamato 「ハラハラペコペコ」 - Haraharapekopeko                           | 5 gennaio 1988    |         |
| 41 | Tesori sottomarini 「宝さがしは海の底」 - Takara sagashi wa umi no sokoAlvaro cowboy 「ワナワナなげナワ」 - Wanawana nage Nawa                     | 12 gennaio 1988   |         |
| 42 | Buon lavoro Toby 「ティス公ＮＯ１」 - Tisu kō NO 1Vita sott'acqua 「プクプク水中生活」 - Pukupuku suichū seikatsu                                  | 19 gennaio 1988   |         |
| 43 | A caccia di cibo 「食べるって大変だ」 - Taberu tte taihendaEssere belli 「変身おしゃれでショー」 - Henshin oshare de shō                           | 26 gennaio 1988   |         |
| 44 | La galleria 「遊べブースランド」 - Asobe būsurandoFino alle dimensioni 「ピッタシひっこし」 - Pittashi hikkoshi                                    | 2 febbraio 1988   |         |
| 45 | Alvaro cantante 「ドレミファブース」 - DoremifabūsuIl baseball 「熱血コチコチコーチ」 - Nekketsu kochikochikōchi                                   | 9 febbraio 1988   |         |
| 46 | La papera 「がんばれカルガモ」 - Ganbare karugamoAlvaro fotografo 「笑ってチーズ」 - Waratte chīzu                                                 | 16 febbraio 1988  |         |
| 47 | Il falchetto 「おとりはカリカリ」 - Otori wa karikari@-me chanko sākasuIl circo di Alvaro 「めちゃんこサーカス」                                   | 23 febbraio 1988  |         |
| 48 | Farsi i muscoli 「パワーあっぷあっぷ」 - Pawā appuappuLa bicicletta 「テンテコ自テン車」 - Tenteko ji Ten-sha                                      | 1º marzo 1988     |         |
| 49 | La febbre del calcio 「キャプテンブース」 - KyaputenbūsuVestirsi bene 「おめかしイロイロ」 - Omekashi iroiro                                       | 8 marzo 1988      |         |
| 50 | Il pappagallo imitatore 「まねっこオーム」 - Mane kko ōmuAlvaro il grande cuoco 「まるかじりグルメ」 - Maru kajiri gurume                          | 15 marzo 1988     |         |
| 51 | Esercitazione antiterremoto 「大地震がやってくる」 - Dai jishin ga yattekuruIl caldo insopportabile 「ホットだアイスだ」 - Hottoda aisuda          | 22 marzo 1988     |         |
| 52 | Metodo luccica sbrilluccica 「磨けばピッカピカ」 - Migakeba pikkapikaI lupi cattivi 「助けてオオカミさま」 - tasukete ōkami-sama                   | 29 marzo 1988     |         |

## Distribuzione internazionale
- Arabo: مغامرات بسيط
- Cinese: 肥牛牛布斯
- Ebraico: מוש השור (Mush Hashor)
- Francese: Bof!
- Giapponese: げらげらブース物語 (Geragera Būsu Monogatari)
- Greco: Μπουσμπους (Boes Boes)
- Inglese: Ox Tales[3] (titoli alternativi: Funny Farm Madness; Chuckling Bus Story of Boes)
- Italiano: Fantazoo
- Norvegese: Oksen Anton
- Olandese: Boes
- Portoghese: Boi Bocas (in Portogallo); Olé, Ollie (in Brasile)
- Slovacco: Buš Buš
- Spagnolo: Los cuentos del Buey (in Spagna); Toribio (in Cile)
- Svedese: Djurgården
- Tedesco: Ollie's Total Verrückte Farm

### Differenze con le altre versioni linguistiche
- Nella versione italiana è quasi completamente assente il tucano, che nella versione inglese si chiama Towilla. Questo personaggio è il narratore della storia e nel cartone italiano compare una sola volta in tutta la serie, mentre in quella inglese è presente quasi in tutte le puntate.
- Camilla è una femmina nel cartone italiano mentre nella versione inglese è un maschio e si chiama Jack Turtleson. Nella versione originale (olandese) invece è sempre femmina ma si chiama Dolly.
- Nel doppiaggio inglese, un solo doppiatore (A. J. Henderson) dà voce ai tre personaggi principali: Alvaro, il tucano narratore e Camilla (che è un maschio, nella versione inglese). I doppiatori italiani sono invece distinti: Piero Tiberi (Alvaro) e Graziella Polesinanti (Camilla).